# Celbridge
Celbridge (iriska: Cill Droicid) är en stad vid floden Liffey i Kildare i Republiken Irland. Staden ligger cirka 22 kilometer från Dublin. Det iriska namnet betyder kyrkan vid bron. År 2006 hade Celbridge ungefär 18 934 invånare.
Castletown House räknas som Irlands finaste palladiska herrgård. Herrgården byggdes år 1722 och förutom en herrgård finns här även Clebridge Abbey. Staden är också känt som hemstaden till Vanessa från ett av Jonathan Swifts verk.
K Club, är en av Irlands främsta golfklubbar. European open arrangeras på klubbens bana.